# Mingus at Antibes
Mingus at Antibes è un album di Charles Mingus registrato dal vivo durante il Jazz Festival di Antibes nel 13 luglio del 1960.

## Tracce
Tutti i brani sono stati composti da Charles Mingus.
1. Wednesday Night Prayer Meeting – 11:54
2. Prayer for Passive Resistance – 8:06
3. What Love? – 13:34
4. I'll Remember April – 13:39
5. Folk Forms I – 11:08
6. Better Git Hit in Your Soul – 11:00

## Formazione
- Charles Mingus – contrabbasso e pianoforte (nei brani 1 e 6)
- Ted Curson – tromba
- Eric Dolphy – sassofono  alto, clarinetto (nel brano 3)
- Booker Ervin – sassofono tenore
- Dannie Richmond – batteria
- Bud Powell – pianoforte (on track 4)

## Personale tecnico
- Bob Defrin – Art director
- Jean-Pierre Leloir - Foto
- Alex Gnidzienko - Illustrazione
- Curtice Taylor – Colororazione